# Kevin Marfo
Kevin Marfo (Bergenfield, 26 maggio 1997) è un cestista statunitense.
Ala di 203 cm, ha giocato nella massima serie danese.